# 聖闘士星矢 黄金魂 -soul of gold-
『聖闘士星矢 黄金魂 -soul of gold-』（セイントセイヤ ソウル オブ ゴールド）は、車田正美の漫画『聖闘士星矢』のスピンオフ作品。Webアニメ。

## 概要
2014年10月31日から11月2日に秋葉原で開催された「魂ネイション2014」で制作および2015年春に放映予定であることが公表された。全13話。2015年2月に公式サイトが開設され、OVA『冥王ハーデス編』で黄金聖闘士の声を担当していたキャストの続投が決定し、3月にはバンダイチャンネルなどで4月11日からの世界配信が発表された。配信に先駆け、3月21日 - 3月22日にはお台場「シネマメディアージュ」で第1話のプレミア先行試写会「stage of gold」が開催された。
公式サイトでは『聖闘士星矢30周年記念作品』に位置付けられており、222の国・地域で配信され、24の国・地域で放送された。
物語は『冥王ハーデス編』と同時間軸での出来事とされており、ハーデスとの戦いにおいて散ったはずの12人の黄金聖闘士が蘇り、旧テレビ版「北欧アスガルド編」のアスガルドを舞台に、新たな戦いに身を投じる。原作では描かれなかった黄金聖闘士の私服や黄金聖衣装着シーン、聖衣箱を背負う姿などが登場するほか、黄金聖衣の神聖衣が登場する。
2016年10月よりTOKYO MX、サンテレビ、BS11にてテレビ放送が開始された。

## ストーリー
冥王ハーデスとの聖戦の最中、獅子座 アイオリアを始めとする12人の黄金聖闘士は、エリシオンへの活路を開くため、その命と引き換えに「嘆きの壁」を破壊して消滅したはずだった。しかし、間もなくして彼らは、北欧の地アスガルドにて復活する。黄金聖闘士はなぜ地上に甦ったのか。全ての真相となすべきことを見出すため、アイオリアたちは大樹ユグドラシルを巡る戦いに身を投じる。

## 登場キャラクター

### 主要人物（黄金聖闘士）
嘆きの壁を破壊し消滅したが、リフィアの手によってアスガルドに復活した。アテナの涙や血液が触れた物を所持した状態で小宇宙を極限まで高めることによって、一時的に神聖衣を纏うことができるようになっている。また、小宇宙を消耗すると体表に紋様が浮き出る。
黄金聖闘士同士の戦いを感じたデスマスクは、黄金聖闘士の息の合わなさ加減は相変わらずと発言しており、嘆きの壁の破壊の際に協力し合ったのは「奇跡」と評している。また、アイオリアは聖闘士同士でも異なる正義がぶつかり合い、拳を交えることもあると述べている。
ロキとの最終決戦では、全員が冥界のアテナから彼女の血が付いた花びらを与えられて完全となった神聖衣を纏い、ロキを撃破。戦いが終わると肉体の限界が近づき、ポセイドンの協力を得て黄金聖衣をエリシオンにいる青銅聖闘士に送ると消滅した。
獅子座 アイオリア
声 - 田中秀幸（ナレーションも兼任）、進藤尚美（少年）
技 - ライトニングボルト、ライトニングプラズマ
本作の主人公。小宇宙を高める際、「燃えあがれ！ 俺の小宇宙！」と言う描写がある。
少年時代に兄アイオロスが沙織を救出した際は、周囲に気配を感じるも姿を見せない兄を心配し呼びかけていた。
出会ったリフィアからアスガルドの危機を訴えられ助力を求められるが、聖戦に再び臨むため申し出を幾度か断る。しかし、リフィアが窮地に陥ると、彼女を拘束しようとするフロディと対峙し、アテナから渡されたアイオロスの形見のペンダントから発せられた光を契機に神聖衣を纏って、フロディを撃退した。目覚めた後は兄アイオロスの導きに従ってユグドラシルを目指し、ムウの思念を受けて向かったグレートルートでその一角（赤）を破壊した。
ユグドラシル内部では、勇者の間「ヴァナヘイム」にてフロディと再び戦うが、割って入ったリフィアの告白によって戦いを中断。彼女がウートガルザにより光となって消滅すると、場をフロディに任せて玉座に向かいアンドレアスと対決するも苦戦に陥る。救援に駆けつけたムウ、童虎、サガ、シャカとアンドレアスの戦いを見届けた。シャカが天舞宝輪で時間を稼ぎ、童虎、サガ、ムウのアテナエクスクラメーションによってアンドレアスの肉体は消滅したものの、ムウらと共に自身もユグドラシルに黄金聖衣を奪われロキの復活を許してしまう。しかしただ一人リフィアの力で生還しロキとの戦いに臨むことになる。
復活したロキとの戦いでは、駆けつけたアイオロスによって窮地を脱し、託されたドラウプニルとオーディーンローブを以てロキと交戦し、終始圧倒する。一時はグングニルの槍により再復活したロキによってオーディーンローブを全壊させられるが、リフィアの祈りによって輝きを取り戻した黄金聖衣を纏うと、他の黄金聖闘士と共にロキと再び対峙。完全な神聖衣を纏い、黄金聖闘士や地上の生命の小宇宙を得ることでロキに止めを刺した。
戦いが終わると、リフィアにアイオロスのペンダントを渡し、死後も彼女を見守るという思いを伝え、消滅した。
射手座 アイオロス
声 - 屋良有作
技 - アトミックサンダーボルト
小宇宙を高める際、「燃えあがれ！ 私の小宇宙よ！」と言う描写がある。
黄金聖闘士にユグドラシルへ向かうことを指示する。ユグドラシルの近くで転生した直後にアンドレアスと交戦しており、小宇宙を吸収され追い詰められながらも、最後に放った矢によってアンドレアスに傷を負わせ、崖から転落した。ワルハラ宮の侍女によって救助された後は、ヒルダから真相を教えられる。
復活を遂げたロキとの最終決戦では、苦戦するアイオリアの前に現れ与えられたドラウプニルを託す。ロキがグングニルの槍を覚醒させると、リフィアの祈りによって輝きを取り戻した黄金聖衣を纏い、他の黄金聖闘士と共にロキと対峙。完全な神聖衣を纏ってロキを撃破した。
沙織を救出して聖域を脱出する直前に、少年時代のアイオリアに魂を懸けて使命を全うする日が訪れることを伝えた。
原作での死亡時の年齢は14歳だが見た目は大人であり、当初は少年アイオロスとして登場する案もあった。
牡羊座 ムウ
声 - 山崎たくみ
技 - クリスタルウォール、スターライトエクスティンクション、スターダストレボリューション
小宇宙を高める際、「舞い上がれ！ 我が小宇宙よ！」と言う描写がある。
ユグドラシルの実態を探るため、その研究を統括するファフナーと交戦し、ユグドラシルの中で成長する邪悪な存在を知覚する。シャカから神聖衣について教えられ黄金の短剣を受け取った。短剣をミロにテレポートで送った後、彼の破壊したグレートルートへ到達。ユグドラシル内部では、知恵の間「スヴァルトアールヴヘイム」にて途中参戦したデスマスクにファフナーを任せて先に進む。アンドレアスと戦うアイオリアが苦戦に陥った際は、救援に駆け付け童虎やサガと共にロキの復活を阻止するため、神聖衣を纏った状態でアテナエクスクラメーションを放つも、ユグドラシルに捕獲された。
ロキがグングニルの槍を覚醒させると、仮死状態から復活し、他の黄金聖闘士と共にロキと対峙。完全な神聖衣を纏ってロキを撃破した。
蠍座 ミロ
声 - 関俊彦
技 - スカーレットニードル、リストリクション
小宇宙を高める際、「轟け！ 俺の小宇宙よ！」と言う描写がある。
神闘士の基地に向かう道中、カミュやスルトの襲撃を受けてシャカの介抱を受ける。傷も癒えぬまま再びカミュと拳を交え、スルトの策略によって窮地に陥るが、突如現れたサガと共にその場を脱出した。グレートルートではムウからテレポートされた黄金の短剣を以て神聖衣を発現させてその一角（緑）を破壊するが、力尽きてユグドラシルの根に捕獲された。
ロキがグングニルの槍を覚醒させると、仮死状態から復活し、他の黄金聖闘士と共にロキと対峙。完全な神聖衣を纏ってロキを撃破した。
牡牛座 アルデバラン
声 - 玄田哲章
技 - グレートホーン
小宇宙を高める際、「滾れ！ 我が小宇宙よ！」と言う描写がある。
闘技場にて童虎と合流する。ヘラクルスと対峙した際は、アスガルドに甦った理由を見い出せずにいたが、戦いの中で考える前に動くという自身の指針を思い出し、神聖衣の一部分（マスクの左角）を発現させてヘラクルスを退けた。ムウの思念を受け童虎と共に向かったグレートルートでは、その一角（青）を破壊する。ユグドラシル内部では、巨人の間「ヨートゥンヘイム」にてヘラクルスと再戦し撃破。巨人像の破壊にも成功するが、小宇宙を使い切りユグドラシルの根に捕獲された。
ロキがグングニルの槍を覚醒させると、仮死状態から復活し、他の黄金聖闘士と共にロキと対峙。完全な神聖衣を纏ってロキを撃破した。
水瓶座 カミュ
声 - 神奈延年
技 - ダイヤモンドダスト、オーロラエクスキューション、フリージングコフィン
小宇宙を高める際、「煌めけ！ 我が小宇宙よ！」と言う描写がある。
聖闘士になる以前、自身が起こした雪崩によってスルトの妹シンモラを死なせてしまったことへの贖罪として、スルトに協力する。神闘士の拠点でミロと戦い、ユグドラシル内部の氷の間「ヤーヘイム」ではシュラと激突し彼を退けたが、友を失う悲しみを思い出し、炎の間「ムスペルヘイム」にてスルトと交戦。復讐心に捕らわれた彼を戦いの末に撃破して像を破壊するも力尽き、ユグドラシルの根に捕獲された。
ロキがグングニルの槍を覚醒させると、仮死状態から復活し、他の黄金聖闘士と共にロキと対峙。完全な神聖衣を纏ってロキを撃破した。
乙女座 シャカ
声 - 三ツ矢雄二
技 - 六道輪廻、天空覇邪魑魅魍魎、カーン、天舞宝輪、オーム、天魔降伏
小宇宙を高める際、「響け！ 我が小宇宙よ！」と言う描写がある。
ムウに神聖衣について伝えて黄金の短剣を託す一方で、自身は座してエリシオンにいるアテナに、黄金聖闘士の復活した理由を問いかけ続けていた。その意味を悟ると黄金聖衣を纏って参戦し、ユグドラシル内部で光の間「アールヴヘイム」にてバルドルと対峙。彼の神の力が地上に蘇った邪悪な存在によるものであることを看破して撃破、像の破壊にも成功した。アンドレアスを依り代とする存在がロキであることを暴くと、自ら囮となって童虎らのアテナエクスクラメーションを放つ時間を稼ぎユグドラシルの根に捕獲された。
ロキがグングニルの槍を覚醒させると、仮死状態から復活し、他の黄金聖闘士と共にロキと対峙。完全な神聖衣を纏ってロキを撃破した。
山羊座 シュラ
声 - 草尾毅
技 - エクスカリバー、ジャンピングストーン
小宇宙を高める際、「研ぎ澄ませ！ 俺の小宇宙よ！」と言う描写がある。
フィンブルの冬の幻影に苦戦するアイオリアの前に現れ、連携攻撃によりこれを撃破。グレートルートにてアイオリアの結界破壊を見届ける。ユグドラシル内部では、氷の間「ヤーヘイム」にてカミュと激突。氷の像を破壊するが力尽き、スルトに止めを刺されてユグドラシルの根に捕獲された。
ロキがグングニルの槍を覚醒させると、仮死状態から復活し、他の黄金聖闘士と共にロキと対峙。完全な神聖衣を纏ってロキを撃破した。
本作では、少年時代のアイオリアとアイオロスの会話を目撃しており、任務とはいえアイオロスを討伐する報いをいずれアイオリアから受ける覚悟をしていたことが明かされた。
蟹座 デスマスク
声 - 田中亮一
技 - 積尸気冥界波、積尸気冥窮波
小宇宙を高める際、「吠えろ！ 俺の小宇宙！」と言う描写がある。
初登場時は、原作に無かった無精髭や顎鬚が生えており、昼間から酒や賭博に興じながら、いつ果てるとも知れない浮世の楽しみを謳歌していた。その一方で、アスガルドで出会った少女ヘレナに想いを寄せ自身の酒代とは別に稼いだ金銭で彼女の家を陰ながら援助をしていた。
リフィアからの助力の要請を拒否したが、ヘレナがファフナーに連行され病院へ向かったことを知ると後を追い、アンドレアスと交戦。劣勢を強いられるも神聖衣を発現させユグドラシルの根を打ち破ったが、ヘレナを救うことはできず、彼女の死を看取って慟哭した。ユグドラシル内部では交戦中だったムウとファフナーの戦いに割って入り、黄泉比良坂でファフナーを撃破して像を破壊するが力尽きる。
ロキがグングニルの槍を覚醒させると、仮死状態から復活し、他の黄金聖闘士と共にロキと対峙。完全な神聖衣を纏ってロキを撃破した。
シリーズ構成の竹内利光によると、性根が直って改心したわけではなく、原作では極悪だった分人間味に溢れた面を出したかったという。
魚座 アフロディーテ
声 - 難波圭一
技 - ロイヤルデモンローズ
小宇宙を高める際、「狂い咲け！ 我が小宇宙よ！」と言う描写がある。
初登場時は情報収集をしつつも、街での暮らしも悪くないとデスマスクの前で述べていた。ファフナーの実験場を植物を通じて探し当てるとファフナーを圧倒し、さらに情報を得るも、アンドレアスが現れると窮地に追い込まれる。ヘレナの救出には成功したがアンドレアスの強大な力の前に体を貫かれ聖衣と共に捕獲される。しかし、自身が持つ植物の毒への耐性を活かし、自分を含むユグドラシルに取り込まれた黄金聖闘士を仮死状態にしていた。
ロキがグングニルの槍を覚醒させると、仮死状態から復活し、他の黄金聖闘士と共にロキと対峙。完全な神聖衣を纏ってロキを撃破した。
本作では植物を用い、対象の居所の探索や、中枢神経を刺激して情報を得るといった能力を披露している。
天秤座 童虎
声 - 堀内賢雄
技 - 廬山百龍覇、廬山昇龍覇
小宇宙を高める際、「唸れ！ 我が小宇宙よ！」と言う描写がある。
闘技場でアルデバランと合流し、彼とヘラクルスの戦いを見届ける。アルデバランと共にユグドラシルを目指す中、ムウの思念を受けグレートルートに向かい結界破壊を見届けた。ユグドラシル内部では死者の間「ヘルヘイム」にて、ウートガルザ、そしてリフィアと対峙。戦闘中に、リフィアの中の彼女ではない存在に気づく。アンドレアスと戦うアイオリアが苦戦に陥った際は救援に駆けつけ、ムウやサガと共にロキの復活を阻止するため、神聖衣を纏った状態でアテナエクスクラメーションを放つも、ユグドラシルに捕獲された。
ロキがグングニルの槍を覚醒させると、仮死状態から復活し、他の黄金聖闘士と共にロキと対峙。完全な神聖衣を纏ってロキを撃破した。
双子座 サガ
声 - 置鮎龍太郎
技 - ギャラクシアンエクスプロージョン、アナザーディメンション
小宇宙を高める際、「迸れ！ 我が小宇宙よ！」と言う描写がある。
スルトの策で危機に陥ったミロを救い、神闘士の反撃を見るやミロと共に場を脱出する。ユグドラシル内部では、霧の間「ニヴルヘイム」でシグムンドと対峙。彼が誇りある戦士であることを認めると、神聖衣を纏ってベルセルクと化した彼を殺さずに撃破し、像も破壊した。アンドレアスと戦うアイオリアが苦戦に陥った際は救援に駆けつけ、童虎やムウと共にロキの復活を阻止するため、神聖衣を纏った状態でアテナエクスクラメーションを放つも、ユグドラシルに捕獲された。
ロキがグングニルの槍を覚醒させると、仮死状態から復活し、他の黄金聖闘士と共にロキと対峙。完全な神聖衣を纏ってロキを撃破した。

### アスガルド
リフィア
声 - 久川綾
本作のヒロイン。ワルハラ宮殿の侍女である青い髪の少女。16歳。165cm。
両親と妹がいる。 当初はフロディの屋敷で厄介になっていたが、ヒルダの計らいでワルハラ宮殿で働き始める。病床のヒルダに託された使命を果たすべくユグドラシルの破壊やアンドレアスの打倒を周囲に訴え救援を求めるも、反逆者として兵士に捕まって牢屋に入れられたところを同じ牢にいたアイオリアと出会い、彼と行動を共にする。偽りの恩恵を与えるユグドラシルを危険視する一方で、アスガルドの民がその恩恵を喜んで受けていることも理解しており、それでもなお戦う決意を持つ芯の強さを持つ。アイオリアと行動を共にするうちに彼に惹かれていくが、フロディの想いには気づいていない。
ユグドラシル内部に侵入した際はアイオリアより待機を促されるが、一人、死者の間「ヘルヘイム」に辿り着く。ウートガルザと共に後から辿り着いた童虎と対峙するが、アンドレアスの命で「勇者の間」ヴァナヘイムへ向かう。アイオリアらに自身が黄金聖闘士を蘇らせたことを告白し、自ら剣を喉へ突き立てようとするがアイオリアに制止される。しかし、突如現れたウートガルザの斬撃を受け光となり消えていった。
リフィア自身は気づいていないが、実は次代のオーディーン地上代行者である。完全に覚醒する前にアンドレアスによって操られながらも、オーディーンの意志によって死者の間「ヘルヘイム」で12人の黄金聖闘士をエインヘリヤルではない生きた人間として蘇生させた。終盤、フロディがオーディーンローブをオーディーン像に捧げたことでローブと共に蘇り、アイオリアを真の勇者と認めてローブを纏わせ、彼を支援する。ロキがグングニルの槍を覚醒させると、オーディーンのものではない力により、邪悪なる実に力を奪われ石像と化した黄金聖衣に輝きを蘇らせ、ロキの打倒に協力した。
全ての戦いが終わると、アイオリアからペンダントを託され、消滅寸前の彼に魂の強さを称賛された。聖戦終結後は、アスガルドを守った黄金聖闘士の名を語り継いでいる。
アンドレアス・リーセ
声 - 関智一
ヒルダに代わり地上代行者となった男。188cm。かつてはワルハラ宮殿で宮廷医師を務め、投獄されたシグムンドを気にかけるなど心優しかったが、復活したロキに依代とされ邪悪な存在となってしまった。ユグドラシルを復活させアスガルドを豊饒な土地に変えたため民衆から人望を集める一方、人々を無料での病気治療を名目にファフナーの病院（実験場）に送り込んでいた。ユグドラシル近くに転生したアイオロスと交戦した際に左眼に傷を負っている。戦闘時は攻守においてユグドラシルの根を自在に操るほか、掌から小宇宙で生み出した光線によって攻撃する。
ファフナーの実験場を訪れた際に居合わせたアフロディーテを襲撃して聖衣と共に捕獲した。黄金聖闘士がユグドラシル内部に侵入すると、招集した神闘士にオーディーンサファイアを与え迎撃に向かわせ、リフィアに過去の記憶が戻った際は死者蘇生という禁忌を犯したリフィアの殺害を命じた。
玉座でアイオリアと交戦した際は、怒りに任せた彼の攻撃を難なく避わして逆に追い込むも、ムウ、サガ、童虎が救援に駆け付けると、アイオロスの矢による影響で全力を出せず徐々に押し込まれていったため、自身を依代としていたロキが表に現れ、遂には心身共に乗っ取られてしまい、最後はアテナエクスクラメーションをくらい肉体を失いアンドレアスという人間は事実上死亡した。
ヒルダ（ポラリスのヒルダ）
声 - 堀江美都子
前任のオーディーン地上代行者。突然病に倒れアンドレアスによって幽閉されていたが、リフィアにアンドレアスの野望を打ち砕き、アスガルドを次代へ繋ぐよう指示するほか、救出したアイオロスに真実を告げドラウプニルを与えるなどの支援を行った。
フレア
ヒルダの妹。オーディーン像の前で倒れたヒルダをリフィアと共に目撃した。アンドレアスによって監禁されていたが、シグムンドによって救助された。今回は台詞は一言もない。

#### 神闘士
ゴッドウォーリアー。アンドレアスに忠誠を誓う7人の闘士。纏う鎧「神闘衣」（ゴッドローブ）にはアスガルドの加護とユグドラシルの影響で更なる力が与えられているが、ユグドラシルから離れると効力は弱まる。黄金聖闘士がユグドラシルに突入した際は、アンドレアスからオーディーンサファイアを授けられ、更に力を高めることが可能となった。本シリーズのゴッドウォーリアーは「新生ゴッドウォーリアー」であり、旧テレビ版「北欧アスガルド編」や劇場版の神闘士とは編成や設定が異なる。
フロディ・シグムンド・ヘラクルス・スルトの4人は、黄金聖闘士との戦い後も存命しており、最終話にてハーデスとの聖戦終了後、アスガルド兵の訓練を監督している描写がある。
グリンブルスティのフロディ
声 - 岡本寛志
技 - ヴィルトシュヴァイン、ヴィルトシュヴァイン・シュトラール
神闘士のリーダー格。184cm。古来よりオーディーンに仕えてきた家系の出身で正義感が強く、何よりも神闘士であることに誇りを持つ。戦闘では、光速拳のほか、刀身を発射し自在に操ることが可能な「ジークシュベルト」という剣を操る。
かつて身寄りがないリフィアを生家に住まわせ、境遇・身分の違いはあれど共に育った幼馴染関係で密かに彼女に想いを寄せていた。故にリフィアを案じる心はあるものの、彼女の訴えはヒルダのうわ言に惑わされたためと断じ、アスガルドを護ることがリフィアを護ることになると考えていた。
裏切り者となったリフィアを捕らえた際は、彼女を救出しに来たアイオリアと対峙して一旦は押し込むも、神聖衣を纏ったアイオリアに戦況を覆された。ユグドラシル内部では、勇者の間「ヴァナヘイム」でアイオリアと再び対峙。一進一退の攻防の中、現れたリフィアの告白を受け戦闘を中断する。アンドレアスから黄金聖闘士を蘇生させたリフィアの殺害の命を拒否したことでベルセルク化させられるが、寸前でオーディーンサファイアを自ら砕き回避した。だが、その後ウートガルザによってリフィアが消滅させられ、それを機にアンドレアスに反旗を翻し、アイオリアを先へ進ませ自身はウートガルザと対峙し、序盤は翻弄されるが、最後は渾身の力を込めた一撃を浴びせ倒した。その後はウートガルザの亡骸から発見したオーディーンローブをオーディーン像に捧げることで、リフィアの肉体を再構成させたと同時にオーディーン地上代行者として覚醒させアイオリアに真実を伝える。そして、力を解放して黄金聖闘士を援護すべく祈り続けるリフィアを守り続けた。
ニーズヘッグのファフナー
声 - 伊藤健太郎
技 - ドラゴニュート・バレット
アンドレアスの下でユグドラシルの研究を担っている神闘士。175cm。右手に収納可能な鎖状の剣「リディル」を持つ。研究のためには人体実験をも厭わないため、神闘士の中でも最も残虐な男と言われる。また、自分の手は下さず謀を以て相手を倒す戦法を使う。
ムウと交戦後に撤退、病身のヘレナを治療する名目で病院に連行し、献体となった人々の生気を糧に新たなオーディーンサファイアを生成する。ユグドラシル内部では、知恵の間「スヴァルトアールヴヘイム」にて、ムウと乱入してきたデスマスクと対峙。黄泉比良坂へ落とされながらも、黄泉比良坂を歩くヘレナの弟妹を盾にしてデスマスクを窮地に追い込むが、最後は神聖衣を発現したデスマスクの積尸気冥窮波の前に敗北。「生きる価値も死ぬ価値もない」と黄泉比良坂に埋められ、死者に踏まれながら永久に苦しむ末路を辿った。
タングリスニルのヘラクルス
声 - うえだゆうじ
技 - ルオータ・ファルチェ、ルオータ・トルナード
「ミニョル」という剣を持つ神闘士。220cm。神闘士の中で最も大力の持ち主であり、拳での攻撃の他、風系の技も操る。戦いを生きがいとして捉え、自分の力がどこまで通用するか試したいと考えており、相手に全力を発揮させるためには子供を故意に狙うなど手段は辞さない。
童虎の噂を聞きつけ闘技場に赴きアルデバランと交戦するが撤退する。ユグドラシル内部では、巨人の間「ヨートゥンヘイム」を守護しアルデバランと再戦するが敗北する。最後は自らを囮にアルデバランをユグドラシルの根に捕らえるも、像の破壊を成し遂げた彼に敬意を表しつつ、ユグドラシルの根に捕獲された。
エイクシュニルのスルト
声 - 千葉一伸
技 - フレイムディア・メイル・ストーム、ヘイトリッド・ブルーフレイム
光速での攻撃が可能な炎の剣「レーヴァテイン」を操る神闘士。185cm。妹シンモラの髪留めを形見として付けている。戦いでは効率を重要視する策士で、待ち伏せて罠を仕掛けるなど狡猾な性格。かつてはカミュと共に聖闘士を目指す実直で熱い性格の持ち主だったが、カミュの修行の影響で発生した雪崩で妹を失ってからは次第に変貌していき、家族や仲間など全てを断ち切ることを決意した時に得た青く冷たい炎の力で神闘士へと登り詰めた。
生前の約束によりカミュから協力を取り付け、ユグドラシル内部では氷の間「ヤーヘイム」で力尽きたシュラに止めを刺す。ヤーヘイムのもう1つの姿・炎の間「ムスペルヘイム」で自身を止めようとするカミュに敗北するも直後彼の優しい言葉に救われ和解する。
グラニルのシグムンド
声 - 奈良徹
技 - パールドウ・オルカーン、パールドウ・ブリュー
左眼に古傷がある神闘士。190cm。蛇腹剣「グラム」を操る。アルファ星ドゥベのジークフリートの兄。かつては神闘士候補の筆頭であったが、ニーベルンゲン・リングを嵌められたヒルダに排除され牢獄へ幽閉された。これにより自らの替わりとして弟ジークフリートが神闘士に選出された。
小細工や卑怯な手段を嫌う武骨な闘士で、正面から相手を叩き潰す戦法を信条とする。そのためスルトが罠を仕掛けた際は忌避感を顕わにした。弟の因縁から聖闘士を激しく憎み、スルトに協力するカミュを信用しておらず、ミロと交戦する彼の間に割って入った。ユグドラシル内部では霧の間「ニヴルヘイム」でサガと対峙。弟を間接的にとはいえ死に追いやってしまった自責の念から、その遺志を貫徹しようと力量の差にも怯むことなく攻勢をかけるが、弟の纏っていた神闘衣の涙を目撃し弟の真の想いを悟る。直後、アンドレアスの策略でベルセルクと化すが、サガに「仕える神は違えども聖闘士と変わらぬ誇りある戦士」と評された上で、神闘衣とオーディーンサファイアを破壊され命を救われた。その後はワルハラ宮に駆け付けフレアを救出し、ヒルダを守るためロキの生み出したエインヘリヤルの兵士を打ち破る。
フレースヴェルグのバルドル
声 - 泰勇気
技 - ユル、アンスール
「不死身の男」と呼ばれる神闘士。183cm。勝利と破滅の剣「ティルファング」を駆使し相手を異空間に誘わせるほどの剣技や、異名に違わぬ不死身の肉体を持ち、神闘士の中でも最強と謳われる戦士。
アスガルドの中でも貧困と病が蔓延する村の出身であり、幼少時代は弱い体を酷使して村の唯一の働き手として働くも、村人が全て死に絶えてしまった過去を持つ。自らの境遇を嘆き、涙ながらにオーディーン像に祈りを捧げてる最中、オーディーンと称して語り掛けてきたロキに不死身の肉体を授けられると同時に「他者を思いやる心」を抜き取られた。以降は神同然の自身のあるべき場所を戦場とし、闘技場で幾多の屍を積み上げ「アスガルド最強の戦士」と謳われるほどになり、アンドレアスから神闘士の地位を与えられた。
ユグドラシル内部では、光の間「アールヴヘイム」でシャカと対峙。前述の力でシャカを追い詰めるが、神聖衣を発現させた彼に敗北する。その後自らの神足りえぬものを諭され、悔いると共に不死性を喪失し、今まで受けた全ての痛みを味わうが、シャカの天舞宝輪によって触覚を取り除かれ、彼に感謝の意を示しながら死んでいった。
ガルムのウートガルザ
声 - 野島健児
技 - アリュシナシオン・ルー
髪と両目以外をマスクで覆っている神闘士。182cm。三日月刀「ダーインスレイヴ」を操り、神闘士の中でも屈指の実力を持つ。その体には黄金聖闘士とは違う紋様が浮かび上がる。素性はリフィアも知らずにいたが、表立って活躍するフロディの家とは対照的に、陰から人知れずアスガルドを守る家系の出であった。ロキの影に気づいており、自らエインヘリヤルとなりオーディーンローブを体内に秘匿していた。
ユグドラシル内部では、死者の間「ヘルヘイム」で童虎と会戦。童虎の攻撃を敢えて受けヘルヘイムの像を破壊させる行動を取る一方、フロディが拒否したリフィアの殺害を実行した。怒りに燃えるフロディと対峙した際は、序盤から圧倒するが、最期はフロディの一撃を腹部に受け、彼に真相を打ち明けてオーディンローブを託し絶命した。

### 神
オーディーン
声 - 久川綾
アスガルドの民が崇める主神。本来の次代の地上代行者であるリフィアを依代とし、黄金聖闘士を生きた人間として復活させた。フロディがオーディーン像にオーディーンローブを捧げることで覚醒し、アイオリアにオーディーンローブを授ける。
ロキ
声 - 関智一
本作における諸悪の根源にしてアンドレアスを依代とした大いなる邪神。
ワルハラ宮殿の地下に安置してある壺に封印されていたが、バルドルを誑かして復活を遂げた。地上の支配を目論み、復活させた黄金聖闘士の小宇宙や黄金聖衣・アスガルドの大地の力を利用して、ユグドラシルの邪悪なる実からグングニルの槍を得ようと企む。
依代であるアンドレアスがムウやサガ、童虎らに押され始めると表に現れアンドレアスの体を操り、ムウら黄金聖闘士を追い詰めるが、遅れて登場し囮の役目を担ったシャカに時間を稼がれてしまい、アテナエクスクラメーションを受けアンドレアスとしての肉体を失う。しかし、本体はロキローブに存在していたため、全ての黄金聖衣の力を取りこむことで完全に復活。オーディーンローブとドラウプニルを与えられたアイオリアに追い詰められながらもグングニルの槍を覚醒させることに成功し、アスガルドを壊滅状態に陥れた。最終決戦では、神聖衣を纏った12人の黄金聖闘士に劣勢を強いられ、最期は地上の生命から小宇宙を受け取ったアイオリアの一撃によって、グングニルの槍を破壊されドラウプニルに封じられて倒された。
アテナ
エリシオンにてハーデスの大甕に命を吸われる状態にありながら小宇宙を振り絞り、ロキに圧倒される黄金聖闘士に自身の血で染まった花びらと共に啓示を授ける。
ポセイドン（ジュリアン・ソロ）
声 - 難波圭一
黄金聖闘士の小宇宙に魂を呼び起され一時的にかつての依代であるジュリアン・ソロの体を借り、ロキが倒された後に黄金聖衣をエリシオンの星矢たちに送ることを提示する。かつて彼に苦しめられたヒルダは最初その提案に難色を示していた。

### その他
少年
声 - 日比愛子
数日前、川へ水汲みに行った間に家族をファフナーのいる聖堂へ連行された後ムウと出会う。ムウやアイオリアにより彼の家族を初め村人は救出された。
ヘレナ
声 - 山崎和佳奈
花屋の娘。病を患いながらも弟妹の面倒を見ながら働いていた。ユグドラシルの本質を知らなかったためにユグドラシルが与える仮初の恩恵とアンドレアスに感謝していた。しかし彼女の病に付け込んだファフナーに治療という名目で病院に連行され、オーディーンサファイアの適合者として生気を吸収された。アフロディーテにより救出されたが最早手遅れで、デスマスクに弟妹たちに力を合わせて生きていくようにと遺言を託し、援助の感謝を伝えながら命を落とした。ヘレナの死後、兄弟たちが彼女の跡を継いで花屋を営んでいる。
ヘレナの弟・妹達
声 - 弟（安西英美、のぐちゆり）- 妹（板東愛、長久友紀）
姉へレナと一緒に花屋を営んでいたが、アンドレアスとファフナーのせいで姉を失い、さらにオーディーンサファイアの適合者として彼に捕らわれ、人質としても利用されるが、窮地に陥ったデスマスクを応援する芯の強さを見せた。その後デスマスクがファフナーを殺さず倒したため助かっており、全てが終わった後は、姉の遺言通り兄弟で力を合わせて花屋を営んでいる。
シンモラ
エイクシュニルのスルトの妹。修行中のカミュの過失によって起きた雪崩から逃げ遅れ死亡した。これがきっかけで兄スルトは性格を歪ませてしまう。
アスガルド兵
声 - 橋詰知久、宮崎寛務、山本圭一郎、小杉史哉、新井良平
アスガルドの下級の兵士。
海魔女（セイレーン）のソレント
かつてポセイドンに仕えていた海闘士で、シグムンドの弟ジークフリートの仇に当たる。現在はジュリアン・ソロと共に贖罪の旅に出ている。今回はほんの極僅かに登場しただけである。

## 用語
聖闘士星矢の用語解説も参照。
エインヘリヤル
アスガルドに伝わる亡者の戦士に関する伝承。エインヘリヤルの戦士の体には様々な紋様が浮き出るという。アスガルドでは死者の蘇生という禁忌を犯した者は死の報いを受けるという掟がある。
ユグドラシル
アスガルドでは復活させることが禁忌とされてきた大樹。アンドレアスによると、ユグドラシルの実が成れば極寒の大地が緑に覆われ、陽光が降り注ぎ、過酷な冬は終わりを迎えるとされる。内部には邪悪な存在があるとされ、黄金聖闘士の小宇宙や村人の生気を吸収し成長している。周囲にはグレートルートによって強力な結界があり黄金聖闘士では近づくこともできず、例え近づけたところで力を奪われ、本来の実力の百分の一も出せないという。
グレートルート
アスガルド全域に張り巡らされたユグドラシルのうち、地上の3地点に露出した根。3地点にはそれぞれ赤・緑・青の宝石のような結界の要がある。これらは神聖衣によって高めた小宇宙を叩き込むことで破壊することが可能。
フィンブルの冬
古くから文献に記されていた、ユグドラシルに出現するという迷宮。実体化された幻影で侵入者を翻弄し、時には侵入者本人も気づかない心の奥底に潜む怨みをも投影する。幻は生み出した本人でなければ消滅させることはでできない。ミロには氷河、アルデバランには瞬、童虎には紫龍、アイオリアには星矢とシュラの幻を見せた。
邪悪なる実
ユグドラシルに宿る「災いの種」にアスガルド全域から吸い取った生気や小宇宙を注ぎ込んで育成される果実。大地を滅ぼす力をもたらすとされる。アンドレアスは実の育成を促進するために黄金聖闘士の小宇宙と黄金聖衣に宿る太陽の力に目をつけ、リフィアを操って黄金聖闘士を復活させた。
グングニルの槍
ユグドラシルの実から出現するという伝説の神器。邪悪な小宇宙を放ち、この世に決して蘇らせてはならないとされる魔槍。ロキが言うには、槍に認められた者が持つことができ、手にすると地上や世界を与えるという声が聞こえる模様。ロキが地上を支配するために欲し、一振りでアスガルドを壊滅状態に陥れるほどの威力を誇る。黄金聖闘士との最終決戦の終盤、アイオリアによって破壊された。
ユグドラシルの7つの間
大樹ユグドラシルを支える7つの間。ユグドラシルの枝葉に相当し、内部にある像を破壊されると崩落する。リフィアの言葉によると、邪悪な実を滅ぼすには7つの間に眠る7つの像を破壊しなければならない。
知恵の間 スヴァルトアールヴヘイム
ムウがファフナーと対峙した間。数多くの蔵書がある。
巨人の間 ヨートゥンヘイム
アルデバランがヘラクルスと対峙した間。巨人を象った像がある。
光の間 アールヴヘイム
シャカがバルドルと対峙した間。多くの水晶がある。
死者の間 ヘルヘイム
童虎がウートガルザおよびリフィアと対峙した間。神殿風な造りの内部に幾多の墓がある。黄金聖闘士はここで復活させられた。
勇者の間 ヴァナヘイム
アイオリアがフロディと対峙した間。城館風な造りの内部に勇者を象った巨大な像がある。
霧の間 ニヴルヘイム
サガがシグムンドと対峙した間。多くの円形のフィールドがある。
氷の間 ヤーヘイム
シュラがカミュと対峙した氷窟の間。氷の像がある。
炎の間 ムスペルヘイム
ヤーヘイムのもう一つの姿で、赤い結晶の像がある間。カミュがスルトと対峙した。
ラグナロク
神々の最終戦。アスガルド側が掲げる概念である。アンドレアスが神闘士に語った言によると、「アテナは地上の支配を企んでおり、そのアテナと共謀した冥王ハーデスがユグドラシルの力を抑え込もうとグレイテストエクリップスを発動させ、黄金聖闘士をエインヘリヤルの戦士として蘇らせアスガルドに差し向けた」といい、その撃退のための戦いである。
オーディーンサファイア
アンドレアスが神闘士に授けた宝石。ユグドラシルの力の下、ファフナーが実験場で献体となった人々から生気を奪い適合者を探し出し生成した。旧テレビシリーズでは青色であったが本作では薄い赤色となっている。神闘衣に埋め込むとユグドラシルから力を何十倍も得ることができる。その際、神闘士の瞳の色は薄い赤色に変化する。また、亡者からも力を吸収することができる。
ベルセルク
アスガルドの伝承の一つ。心を捨て死を恐れずに戦い続ける狂戦士。アンドレアスの手によりシグムンドが変貌した。オーディーンサファイアを砕けば解除される。
封印壺
ワルハラ宮殿に安置してある封印札の貼られた壺。壺の背後には封印されているロキを描いた石像がある。バルドルが神の力を得た代償に慈悲の心を失った際、慈悲の心がこの壺に吸収されたり、石像の目が光った際にオーディーンサファイアの力が増幅される描写がある。
ロキローブ
ロキの纏う黒と金を基調にした戦闘衣。8枚の翼は装着時には左腕の盾に変化するが、飛行の際は翼として再度展開する。
ドラウプニル
邪神を封じるための宝具。その効力はドラウプニルに認められた者のみが発揮でき、アイオリアの小宇宙と共鳴したことで、彼に託される。
オーディーンローブ
オーディーンの纏う戦闘衣。ロキの目を欺くためウートガルザの体内に隠されていた。旧テレビシリーズで星矢が纏った時とは異なり、アイオリアが纏うと黄金色に輝く。
劇中ではバルムングの剣を斬撃だけではなく、足場とするなどの応用も見せたが、グングニルの槍の一撃で粉々にされた。

## スタッフ
- 原作 - 車田正美
- プロデューサー - 梅澤淳稔、寺本知資、仲吉治人、前川伸二
- シリーズディレクター - 古田丈司
- シリーズ構成・脚本 - 竹内利光
- デザインワークス - 追崎史敏
- メインキャラクターデザイン - 本橋秀之
- 小物デザイン - 内田シンヤ
- 美術監督 - 海野よしみ
- 色彩設計 - 舟田圭一
- 撮影監督 - 大泉鉱
- 編集 - 西村英一
- 音楽 - 佐橋俊彦
- 音楽監督 - 本田保則
- 音楽制作 - タバック
- アニメーション制作協力 - ブリッジ
- 制作 – 東映アニメーション、バンダイビジュアル
- 製作 - 「聖闘士星矢 黄金魂」製作委員会

## 主題歌
主題歌「聖闘士神話 〜ソルジャードリーム〜」
作詞 - 只野菜摘 / 作曲 - 松澤浩明 / 編曲 - 清水武仁 & ats- / 歌 - ROOT FIVE
第1話はEDに使用。
エンディングテーマ「約束の明日へ」
作詞 - Mio Aoyama / 作曲 - オオヤギヒロオ / 歌 - ROOT FIVE
第1話は未使用。3話から火時計に灯る12の火が1話毎に1つずつ消え、13話のED終了後に全ての炎が消えるという演出がなされている。

## 各話リスト
11話では総作画監督の代わりに7人の作画監督補佐が置かれ、12話では総作画監督は置かれていない。
| 話数 | サブタイトル                   | 絵コンテ          | 演出              | 作画監督                                               | 総作画監督            | 配信開始日     |
| ---- | ------------------------------ | ----------------- | ----------------- | ------------------------------------------------------ | --------------------- | -------------- |
| 1    | よみがえれ！黄金伝説           | 古田丈司          | 古田丈司          | 阿倍弘樹、津幡佳明                                     | 柳沢まさひで          | 2015年 4月11日 |
| 2    | 暴け！ユグドラシルの秘密       | 古田丈司          | 佐々木勅嘉        | 武藤和治、青木真理子 竹内アキラ、高乗陽子              | 津幡佳明 神志那弘志   | 4月25日        |
| 3    | 激突！黄金聖闘士vs黄金聖闘士   | 古田丈司          | たかたまさひろ    | 桜井木の実、工原しげき 高乗陽子                        | 柳沢まさひで          | 5月9日         |
| 4    | 集結！七人の神闘士             | 竹内浩志          | 竹内浩志          | 竹内浩志、柳瀬譲二 齋藤雅和                            | 津幡佳明              | 5月23日        |
| 5    | 究極！神聖衣の力               | 古田丈司          | 山地光一          | 阿倍弘樹、高瀬健一                                     | 柳沢まさひで          | 6月6日         |
| 6    | 突入！ユグドラシルの7つの間    | 田邉泰裕          | たかたまさひろ    | 加野晃、桜井木の実 高乗陽子、阿倍弘樹                  | 津幡佳明              | 6月20日        |
| 7    | 激震！神聖衣VS神聖衣           | 酒井和男          | 伊藤史夫          | 柳瀬譲二、小林一三 松下清志                            | 柳沢まさひで          | 7月4日         |
| 8    | バルドル！神に選ばれし男       | 古田丈司          | 鈴木勇士          | 阿倍弘樹、齋藤雅和 相坂ナオキ、瀬尾康博                | 津幡佳明              | 7月18日        |
| 9    | サガ！熱き兄弟の絆             | 古田丈司          | たかたまさひろ    | 竹本佳子、木下由衣 柳瀬譲二、八木元喜 高乗陽子、園瀬基 | 柳沢まさひで          | 8月1日         |
| 10   | 決戦！アイオリアVSアンドレアス | 古田丈司          | 伊藤史夫          | 阿倍弘樹、松下清志 鈴木奈都子                          | 津幡佳明              | 8月15日        |
| 11   | 復活！アスガルドの邪神ロキ     | 追崎史敏          | 追崎史敏          | 追崎史敏、小池智史                                     | -                     | 8月29日        |
| 12   | 誕生！神器グングニルの槍       | 竹内浩志 古田丈司 | 竹内浩志 永岡智佳 | 高瀬健一、森悦史 柳瀬譲二、園瀬基                      | -                     | 9月12日        |
| 13   | 届け我らの想い！永遠の黄金伝説 | 古田丈司          | 綿田慎也 古田丈司 | 八木元喜、青木真理子 仁志宮真佐、阿倍弘樹              | 柳沢まさひで 津幡佳明 | 9月26日        |

## 放送局
| 放送地域                          | 放送局             | 放送期間                 | 放送時間                                                                                       | 放送系列   | 備考                                                                                   |
| --------------------------------- | ------------------ | ------------------------ | ---------------------------------------------------------------------------------------------- | ---------- | -------------------------------------------------------------------------------------- |
| 東京都                            | TOKYO MX           | 2016年10月4日 - 12月27日 | 火曜 0:30 - 1:00（月曜深夜）                                                                   | 独立局     |                                                                                        |
| 兵庫県                            | サンテレビ         | 2016年10月4日 - 12月27日 | 火曜 1:00 - 1:30（月曜深夜）                                                                   | 独立局     |                                                                                        |
| 日本全域                          | BS11               | 2016年10月4日 - 12月27日 | 火曜 2:00 - 2:30（月曜深夜）                                                                   | BS放送     | 『ANIME+』枠                                                                           |
| 日本全域                          | バンダイチャンネル | 2015年4月11日 - 9月26日  | 隔週土曜 0:00（金曜深夜） 更新                                                                 | ネット配信 | 第1話無料、第2話以降2週間無料。 有料会員は全話見放題。                                 |
| 日本全域                          | YouTube            | 2015年4月11日 - 9月26日  | 隔週土曜 0:00（金曜深夜） 更新                                                                 | ネット配信 |                                                                                        |
| 日本全域                          | dビデオ            | 2015年4月11日 - 9月26日  | 隔週土曜 0:00（金曜深夜） 更新                                                                 | ネット配信 |                                                                                        |
| 日本全域                          | ひかりTV           | 2015年4月11日 - 9月26日  | 隔週土曜 0:00（金曜深夜） 更新                                                                 | ネット配信 |                                                                                        |
| 日本全域                          | PlayStation Store  | 2015年4月11日 - 9月26日  | 隔週土曜 0:00（金曜深夜） 更新                                                                 | ネット配信 |                                                                                        |
| 日本全域                          | アクトビラ         | 2015年4月11日 - 9月26日  | 隔週土曜 0:00（金曜深夜） 更新                                                                 | ネット配信 |                                                                                        |
| 日本全域                          | GYAO!              | 2015年4月11日 - 9月26日  | 隔週土曜 0:00（金曜深夜） 更新                                                                 | ネット配信 | 最新話2週間無料。                                                                      |
| 日本全域                          | ニコニコ生放送     | 2015年4月11日 - 9月26日  | 隔週土曜0:00 - 0:30（金曜深夜） 更新                                                           | ネット配信 |                                                                                        |
| 日本全域                          | ニコニコチャンネル | 2015年4月18日 - 9月26日  | 土曜 0:00（金曜深夜） 更新（第1話） 隔週土曜 0:30（金曜深夜） 更新（第2話以降）                | ネット配信 | 第1話のみ他サイトより1週間遅れ。 第2話以降は30分遅れ。 第1話無料、第2話以降2週間無料。 |
| 台湾                              | YouTube            | 2015年4月10日 - 9月26日  | 隔週金曜23:00 更新（現地時間）                                                                 | ネット配信 | 日本語配信。 中国語（繁体字）字幕あり。                                                |
| 中国大陸                          | 愛奇藝（iQIYI）    | 2015年4月11日 - 9月27日  | 隔週土曜9:00 更新（現地時間）                                                                  | ネット配信 | 日本語無料配信。 中国語（簡体字）字幕あり。                                            |
| アメリカ カナダ                   | Hulu               | 2015年4月11日 - 9月27日  | 隔週土曜 0:00（金曜深夜） 更新                                                                 | ネット配信 | 日本語配信。 英語字幕あり。                                                            |
| 欧州地域                          | Crunchyroll        | 2015年4月11日 - 9月27日  | 隔週土曜 0:00（金曜深夜） 更新                                                                 | ネット配信 | フランス語圏諸国を除く。 各言語で日本と同時配信。                                      |
| イタリア イタリア語圏諸国・諸地域 | YouTube            | 2015年4月11日 - 9月27日  | 隔週土曜 0:00（金曜深夜） 更新                                                                 | ネット配信 | 日本語配信。 イタリア語字幕あり。                                                      |
| 香港                              | J2                 | 2015年9月13日 - 12月13日 | 日曜 0:05 - 0:35 更新（現地時間） （9月27日・10月18日・10月25日0:15 - 0:45、11月15日放送休止） | テレビ放送 | 広東語・日本語二ヶ言語放送。 中国語（繁体字）字幕あり。                                |

## BD/DVD
| 巻 | 発売日         | 収録話          | 規格品番  | 規格品番  |
| 巻 | 発売日         | 収録話          | BD        | DVD       |
| -- | -------------- | --------------- | --------- | --------- |
| 1  | 2015年7月24日  | 第1話 - 第3話   | BCXA-1006 | BCBA-4702 |
| 2  | 2015年8月26日  | 第4話 - 第5話   | BCXA-1007 | BCBA-4703 |
| 3  | 2015年9月25日  | 第6話 - 第7話   | BCXA-1008 | BCBA-4704 |
| 4  | 2015年10月28日 | 第8話 - 第9話   | BCXA-1009 | BCBA-4705 |
| 5  | 2015年11月26日 | 第10話 - 第11話 | BCXA-1010 | BCBA-4706 |
| 6  | 2015年12月24日 | 第12話 - 第13話 | BCXA-1011 | BCBA-4707 |

## 関連メディア

### フィギュア
本作で登場した黄金聖闘士（神聖衣）が、「聖闘士聖衣神話EX」のフィギュアとして立体化されている。

### テレビゲーム
「聖闘士星矢 ソルジャーズ・ソウル」
2015年9月25日にバンダイナムコエンターテインメントより発売。本作のストーリーを踏まえて神聖衣を纏った黄金聖闘士が登場し、プレイアブルキャラクターとして操作可能。